# Festival international du film de comédie de l'Alpe d'Huez 2005
La 8e édition du Festival international du film de comédie de l'Alpe d'Huez organisé par l'Agence Tournée Générale, a eu lieu du 18 au 23 janvier 2005.

## Nominations

### Longs-métrages hors compétition
- Film d'ouverture du Festival : Tout pour plaire de Cécile Telerman
- Film de clôture du Festival : Iznogoud de Patrick Braoudé

## Palmarès

### Prix spéciaux du Jury - Prix du Public TPS Star
- Tout pour plaire – Cécile Telerman

### Grand Prix Médiavision, Etoile du rire 2005 - Prix du Jury Jeune
- Tout pour plaire – Cécile Telerman

### Mention spéciale
- Tout pour plaire – Cécile Telerman